# Acid mefenamic
Acidul mefenamic este un antiinflamator non-steroidian utilizat în tratarea durerilor, inclusiv cele menstruale.

## Mod de acțiune
Acidul mefenamic are proprietăți antiinflamatorii, analgezice și antipiretice. Acidul mefenamic inhibă sinteza prostaglandinelor, inclusiv a PGF 2a de la nivelul musculaturii netede bronșice. Este rapid și complet absorbit după administrarea orală, iar nivelul maxim plasmatic se atinge în 2 ore. Acidul mefenamic difuzează mai întâi în ficat și rinichi și traversează de asemenea bariera placentară. Timpul mediu de înjumătățire este de 3-4 ore. După mai multe administrări, nivelele plasmatice sunt proporționale cu doza, fără nici o acumulare evidentă.

## Indicații
Se recomandă pentru terapia simptomatică a următoarelor boli inflamatorii dureroase: artrita reumatoidă; spondilite anchilozante; artrite psoriazice. Se mai recomandă în: dismenoree primară; migrene, dureri dentare, dureri postoperatorii; metroragii datorate unor disfuncții hormonale, când nu există dereglări organice.

## Mod de administrare
Doza uzuală pentru adulți și pentru copii mai mari de 14 ani este de o tabletă la 8 ore (de 3 ori pe zi).

## Contraindicații
- nu trebuie administrat la: persoane cu hipersensibilitate la componentele medicamentului; persoane cu simptomatologie alergică la alte antiinflamatoare nesteroidice (aspirina);
- persoane cu antecedente gastrice (ulcer gastroduodenal, gastrite). Se va evita terapia concomitentă cu alte medicamente antiinflamatorii nesteroidiene (acid salicilic) deoarece crește pericolul apariției tulburărilor gastrointestinale.

Sarcină și alăptare: Cu toate că nu s-a observat o acțiune teratogenă în studiile pe animale de experiență, nu s-a dovedit încă siguranța în administrarea acidului mefenamic în timpul sarcinii și alăptării.

## Reacții adverse
Cele mai des întâlnite reacții adverse sunt: dispepsii, dureri de cap, diaree, dureri abdominale, vertij. Extrem de rar s-au semnalat: ulcer peptic, hemoragii la nivelul tractului gastrointestinal, dereglări vizuale și nervoase, nefrite interstițiale; disfuncții hematologice (anemie hemolitică autoimună, neutropenie, hipoplazia măduvei osoase, trombocitopenie); pancreatite, convulsii epileptice, tulburări psihice, biliurie. Toate aceste simptome dispar la întreruperea medicației.